# Crocidura nigripes
Crocidura nigripes är en däggdjursart som beskrevs av Miller och Hollister 1921. Crocidura nigripes ingår i släktet Crocidura och familjen näbbmöss. IUCN kategoriserar arten globalt som livskraftig.
Denna näbbmus förekommer på centrala och norra Sulawesi. Utbredningsområdet ligger 200 till 3000 meter över havet. Arten lever i olika slags skogar och den är aktiv på natten. Crocidura nigripes kan i viss mån anpassa sig till skogsbruk.

## Underarter
Arten delas in i följande underarter:
- C. n. lipara
- C. n. nigripes